# Spiranthes sinensis
Spiranthes sinensis, thường được biết đến với tên tiếng Anh Chinese Spiranthes, là một loài lan mọc ở phần lớn đông châu Á, về phía tây đến Himalaya, phía nam và đông đến New Zealand, và phía bắc đến Siberia.

## Hình ảnh

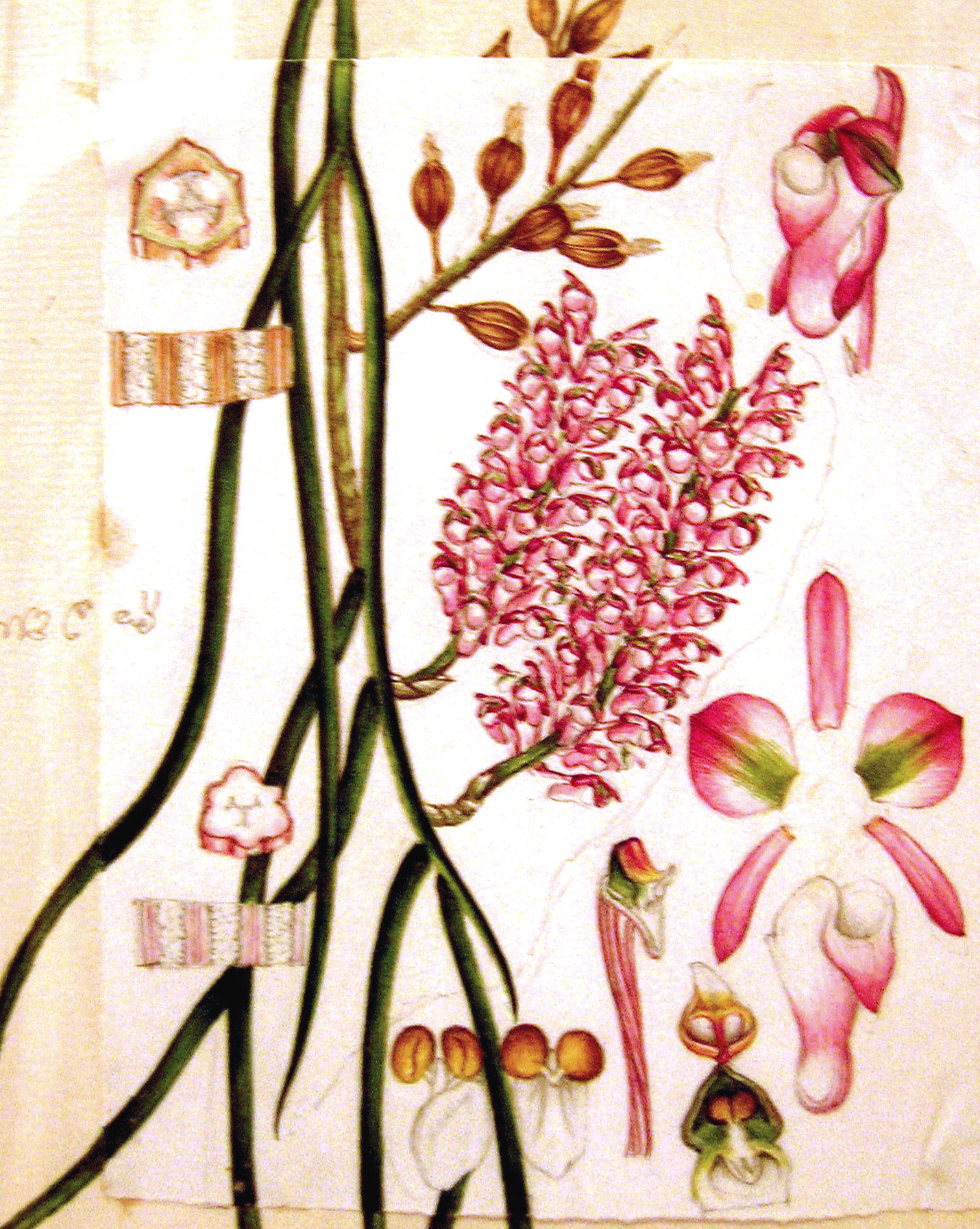
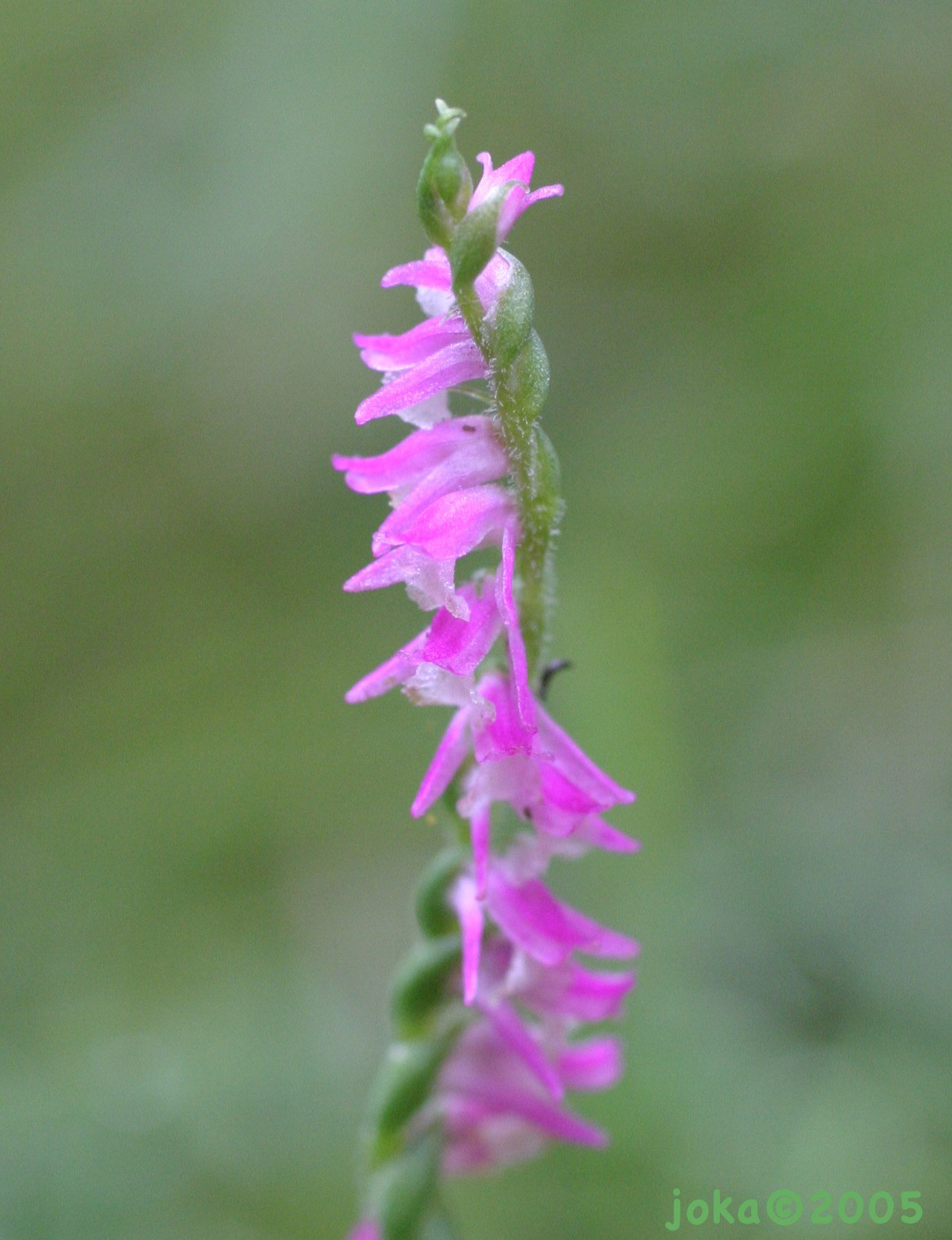
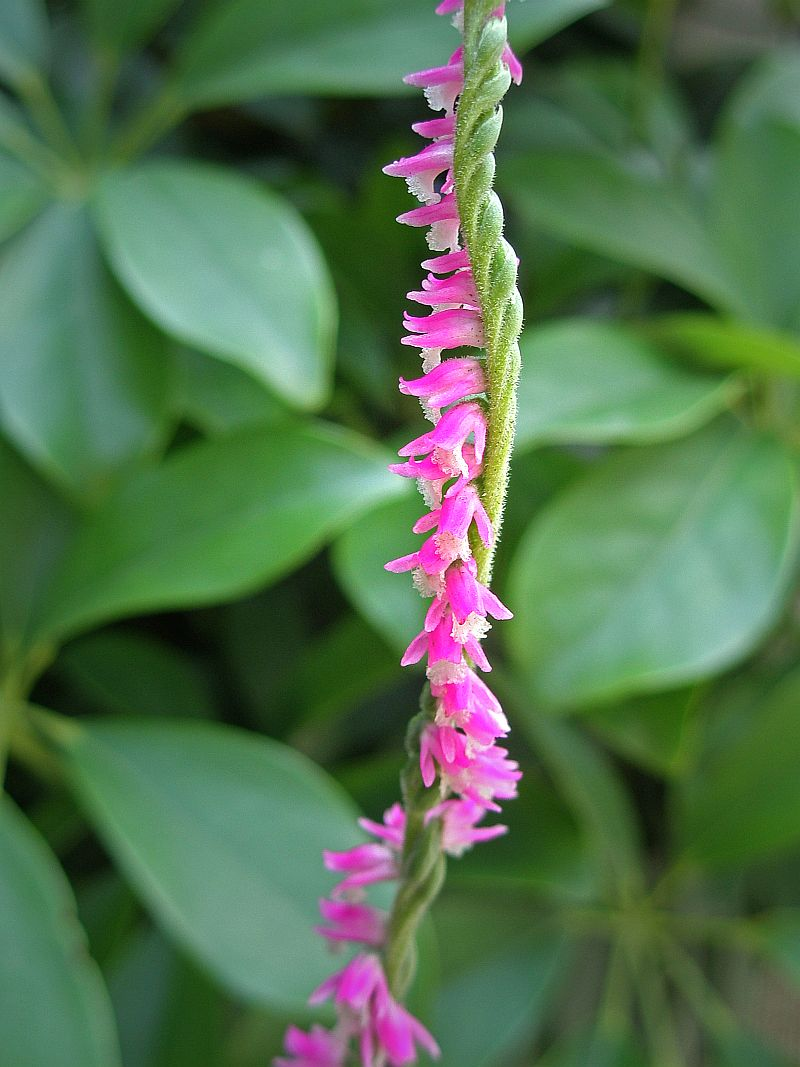
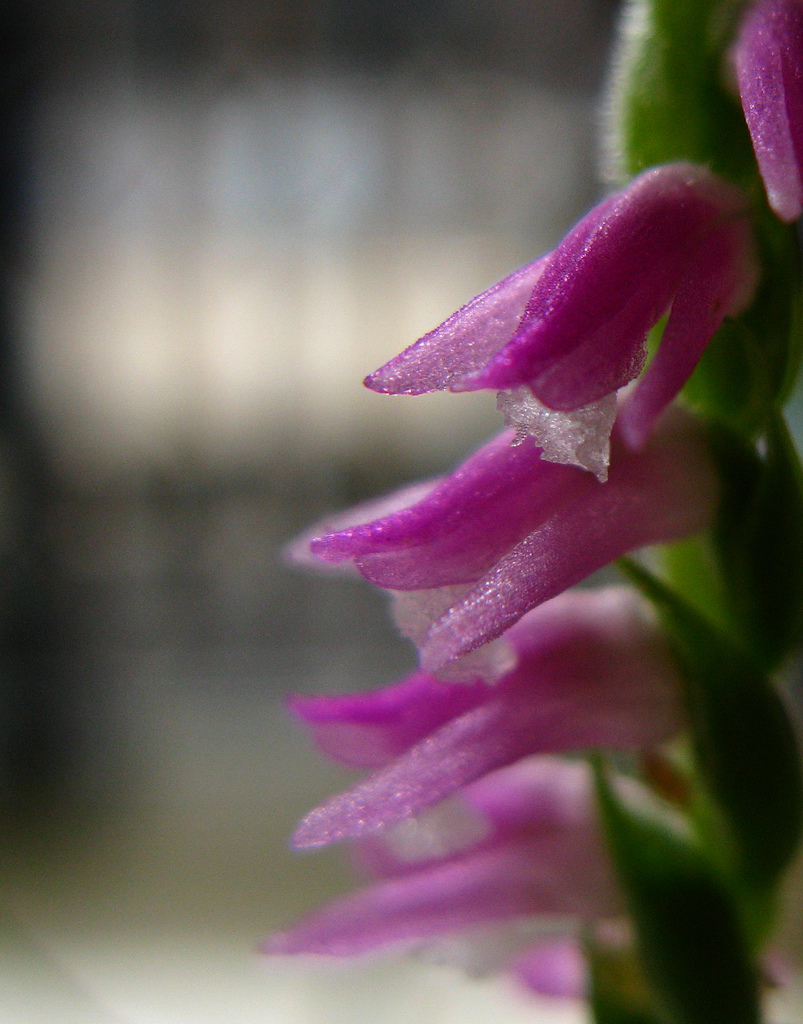